# Dekanat katowicki
Dekanat katowicki – jeden z siedmiu dekanatów eparchii wrocławsko-koszalińskiej, metropolii przemysko-warszawskiej, Kościoła greckokatolickiego w Polsce. Dziekan – o. Szymon Jankowski OSA, rezydujący w Krakowie, ma pod swoją jurysdykcją 5 parafie. Utworzony 1 grudnia 2017 dekretem biskupa Włodzimierza Juszczaka.

## Parafie
Do dekanatu poznańskiego należą parafie:
Częstochowa – parafia Matki Bożej Nieustającej Pomocy
- świątynia parafialna – nabożeństwa odprawiane w Kaplicy Św.Teresy od Krzyża (przy Kościele Św. Wojciecha BM)

Gliwice – parafia Trójcy Przenajświętszej
- świątynia parafialna – nabożeństwa odprawiane w kaplicy Najświętszego Serca Pana Jezusa w Zakładzie Opiekuńczym prowadzonym przez Siostry Boromeuszki

Katowice – parafia Parafia Zaśnięcia Przenajświętszej Bogurodzicy
- świątynia parafialna – nabożeństwa odprawiane w kaplicy Św. Józefa przy rzymskokatolickim kościele garnizonowym pw. św. Kazimierza Królewicza

Opole – parafia Przemienienia Pańskiego
- świątynia parafialna – nabożeństwa odprawiane w kaplicy przy rzymskokatolickiej parafii Przemienienia Pańskiego

Sosnowiec – duszpasterstwo greckokatolickie
- świątynia parafialna – nabożeństwa odprawiane w dolnej kaplicy przy kościele rzymskokatolickim św. Jacka

Tychy – duszpasterstwo greckokatolickie
- świątynia parafialna – nabożeństwa odprawiane w kaplicy przy rzymskokatolickiej parafii pw. św. Krzysztofa